# Tangons dag
Tangons dag firas den 11 december varje år, till en början som en nationell tangodag i den argentinska huvudstaden Buenos Aires, men efter hand även som en internationell dag för den argentinska tangon. Den berömde tangosångaren Carlos Gardel föddes på denna dag, troligen år 1890, och även kompositören och orkesterledaren Julio De Caro, år 1899.